# La venjança de Frank James
La venjança de Frank James (títol original en anglès The Return of Frank James) és una pel·lícula de 1940 western dirigida per Fritz Lang i protagonitzada per Henry Fonda i Gene Tierney. És una seqüela de la pel·lícula de Henry King de 1939 Jesse James. Escrita per Sam Hellman, la pel·lícula segueix vagament la vida de Frank James després de la mort del seu germà proscrit, Jesse James, a mans dels germans Ford. La pel·lícula es considera universalment històricament inexacte, però va ser un èxit comercial. Va ser la primera pel·lícula de l'actriu Gene Tierney, que interpreta a una periodista del diari The Denver Star. Ha estat doblada al català.

## Sinopsi
La pel·lícula comença just en el moment en què acaba Jesse James. Després de la mort de Jesse James, els germans Ford que li han assassinat a traïció es guanyen la vida fent una representació de com van matar al famós facinerós, adequant la història per a quedar com a herois. En aquest moment arriba la notícia que el germà de Jesse James, Frank (Henry Fonda), ha tornat per a venjar la seva mort.
Després d'una primera persecució, Frank mata a Charlie Ford, però és capturat i Bob escapa. La major part de la pel·lícula transcorre en el judici en el qual es posen de manifest la rivalitat entre Nord i Sud i on després de mil peripècies dialèctiques de l'advocat de Frank James, aquest aconsegueix ser absolt davant la sorpresa de tots, inclòs Bob Ford que havia acudit al judici per a veure la condemna. Tan aviat és absolt, Frank va després de Bob Ford fins a donar-li mort.

## Repartiment
- Tyrone Power com Jesse James.
- Henry Fonda com Frank James.
- Nancy Kelly com Zerelda James.
- Randolph Scott com Will Wright.
- Henry Hull com Maj. Rufus Cobb.
- Slim Summerville com Jailer.
- J. Edward Bromberg com Mr. Runyan.
- Brian Donlevy como Barshee.
- John Carradine com Bob Ford
- Donald Meek com Mc Coy.
- Johnny Russell com Jesse James, Jr.
- Jane Darwell com Mrs. Samuels.
- Charles Tannen com Charles Ford.
- Claire Du Brey com Mrs. Bob Ford.
- Willard Robertson com Clarke.
- Harold Goodwin com Bill.
- Ernest Whitman com Pinkie.
- Eddy Waller com un diputaT.
- Paul E. Burns com Hank.
- Spencer Charters com un ministre.
- Arthur Aylesworth com Tom Colson.
- Charles Middleton com el doctor.
- Charles Halton com Heywood.
- George Chandler com Roy.
- Harry Tyler com un granger.
- Virginia Brissac como la mare d'un nen.
- Edward LeSaint com el jutge Rankin.
- John Elliott com el jutge Mathews.
- Erville Alderson com el marshal ancià.
- George P. Breakston com un nen granger.
- Lon Chaney Jr. com a membre de la banda de Jesse James.
- Carol Adams.
- Donald Douglas com el capità de la infanteria.
- James Flavin com el capità de la cavalleria.
- Sam Garrett com un genet.
- Wylie Grant com un sequaç de Barshee.
- Harry Holman com l'enginyer.
- Kenner G. Kemp com un soldat de la Unió.
- Leonard Kibrick com un nen.
- Sidney Kibrick com un nen.
- Ethan Laidlaw com un sequaç de Barshee.
- Tom London com el soldat.
- George O'Hara com el narrador.
- Paul Sutton com Lynch, sequaç de Barshee.

## Producció
Les escenes del ferrocarril es van filmar al Sierra Railroad al comtat de Tuolumne (Califòrnia).

## Conservació
L'Academy Film Archive va conservar La venjança de Frank James l'any 2000.